# Osborne 1

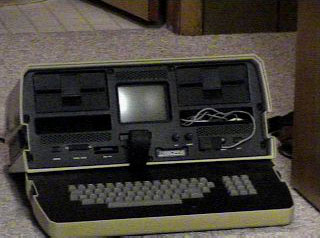
Komputer Osborne 1

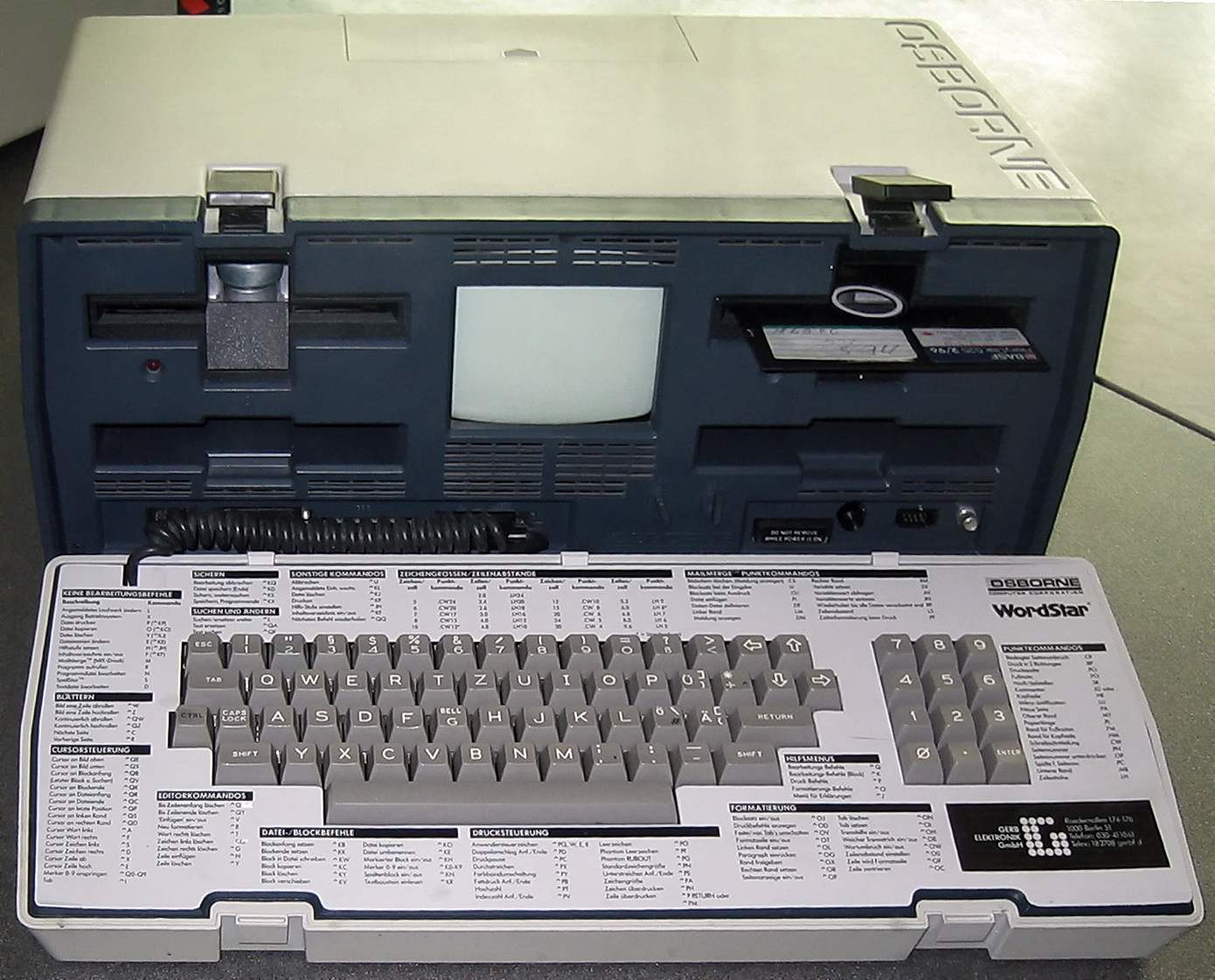
Komputer Osborne 1

Osborne 1 – komputer opracowany przez Adama Osborne’a, pokazany w kwietniu 1981 r., który był pierwszym przenośnym komputerem w historii. Maszyna, sterowana systemem operacyjnym CP/M, ważyła ok. 12 kg i kosztowała 1795 USD (ok. 4,88 tys. USD w 2022).
Osborne 1 był też pierwszym komputerem dostarczanym razem z dodatkowym oprogramowaniem – procesor tekstu WordStar, arkusz kalkulacyjny SuperCalc, baza danych dBase II i języki CBASIC + MBASIC, o nominalnej wartości ok. 2000 USD. Praktyka ta została wkrótce powszechnie przyjęta przez producentów innych komputerów, co znacznie obniżyło ceny systemów.
Komputer zawierał 4-megahercowy procesor Zilog Z80, 64 kB RAM, 2 napędy dyskietek 5,25 cala o pojemności 90 kB, składaną klawiaturę i 5-calowy wyświetlacz monochromatyczny o rozdzielczości 24 wierszy x 53 znaki.
W szczytowym momencie Osborne Computer Corporation produkowała 10 tys. maszyn miesięcznie.
Mikrokomputer ten bez problemów współpracował z polską drukarką D-100 produkcji MERA-BŁONIE.
W 1986 w Polsce sprzedawano komputer Jantar 0801, inspirowany Osborne’em.